# Alexis Brocherel
Alexis Brocherel, né à Courmayeur en 1874 et mort en 1927, est un guide de haute montagne valdôtain. 

## Biographie
Alexis Brocherel est engagé à plusieurs reprises, avec son frère Henri Brocherel, dans les expéditions de Tom George Longstaff. C'est pour les frères Brocherel l'occasion de battre plusieurs records d'altitude.

## Ascensions dans les Alpes
- 1906 - Première ascension du mont Brouillard, par l'arête ouest, avec Karl Blodig et Oscar Eckenstein, le 10 juillet
- 1911 - Première ascension de l'aiguille du Grépon par la voie Grépon-Mer de Glace avec Humphrey Owen Jones, R. Todhunter et Geoffrey Winthrop Young avec Joseph Knubel, le 19 août, en empruntant la fissure Knubel, le premier passage en V+ du massif du Mont-Blanc
- 1912 - Première ascension du versant est du mont Brûlé avec Scipione Borghese et Adolphe Chénoz
- 1915 - Deuxième ascension de la pointe de Pré-de-Bar (3 659 m, massif du Mont-Blanc) avec Henri Rey et E.G. Oliver, le 24 août

## Expéditions
- 1905 - Tentative au Nanda Kot (6 861 m) avec son frère Henri Brocherel et Tom George Longstaff
- 1905 - Tentative à la Gurla Mandhata avec Henri Brocherel et Tom George Longstaff. Établissement d'un nouveau record d'altitude en alpinisme à plus de 7 000 m[1],[2]
- 1905 - Tentative au Trisul (7 120 m) avec Henri Brocherel et Tom George Longstaff
- 1907 - Ascension du Trisul avec Henri Brocherel et Tom George Longstaff, le 12 juin[3]. Le Trisul est alors le plus haut sommet jamais gravi[2]
- 1907 - Exploration du Kamet avec C. G. Bruce, A. L. Mumm, Henri Brocherel et Tom George Longstaff
- 1909 - Expédition au K2 avec Louis-Amédée de Savoie mais, faute de moyens, les alpinistes se tournent vers le Chogolisa. L'expédition, stoppée par le mauvais temps, échoue à 150 mètres du sommet, atteignant l'altitude de 7 498 m, elle établit un nouveau record d'altitude
- 1910 - Tentative au Kamet avec Charles Meade et Pierre Blanc